# 파이완족

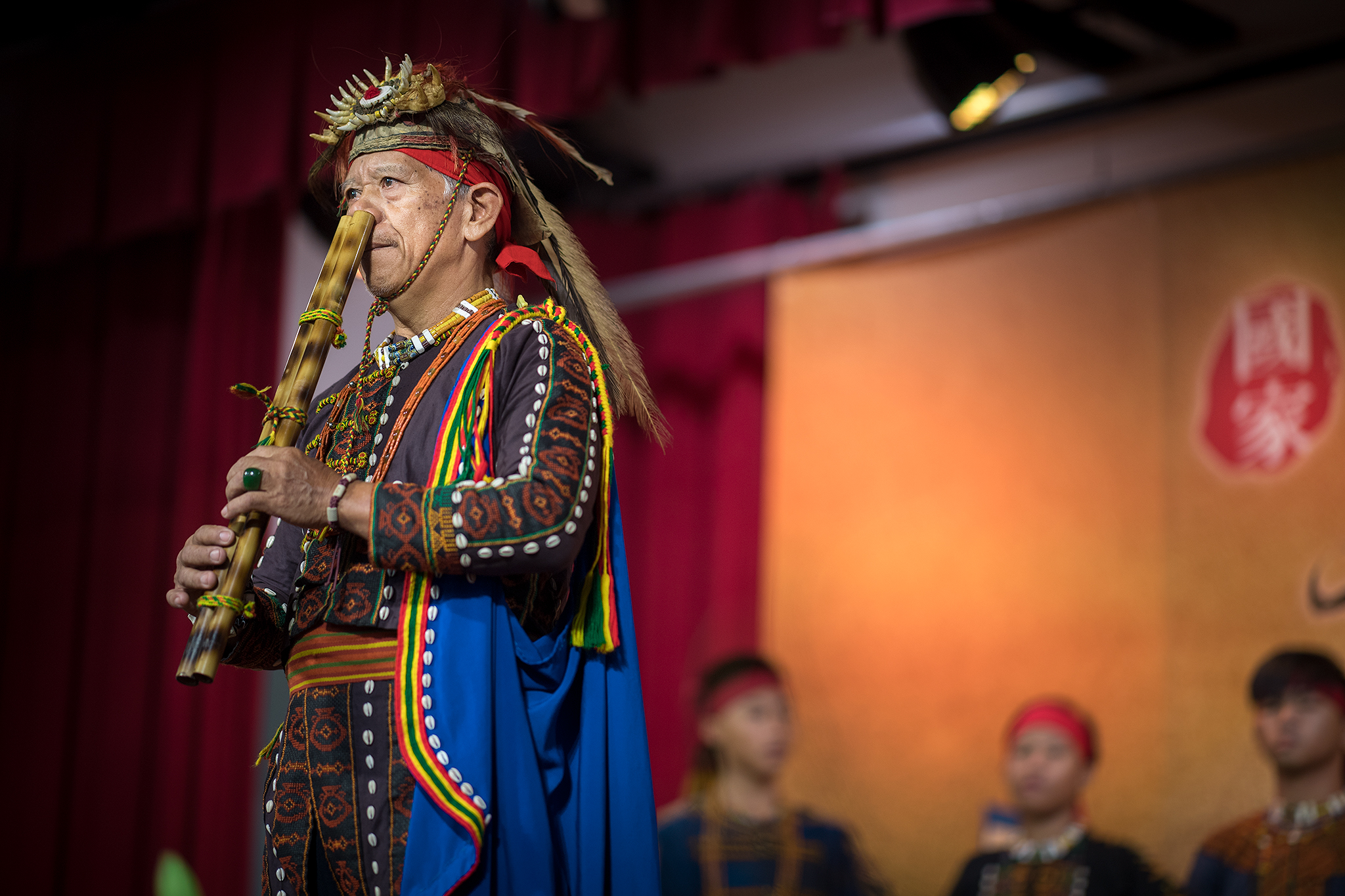
악기를 연주하는 파이완족 사람

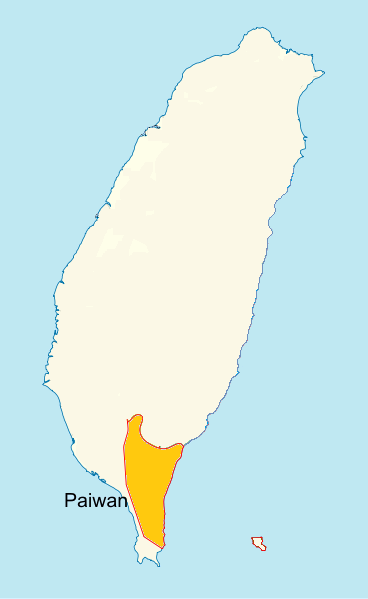
파이완족 거주 지역

파이완족 (Paiwan, 파이완어: Kacalisian, 중국어 정체자: 排灣族, 병음: Páiwān)은 타이완 남부에 사는 오스트로네시아계 원주민인 고산족의 한 종족이다. 넓은 의미의 파이완족은 북부 산지의 루카이족과 북동부 평지의 푸유마족이 포함된 남부 산지에 분포하는 부족이고, 협의의 파이완족은 그 북서부를 제외하고 스스로 ‘파이완’이라 칭한다. 언어는 파이완어와 중국보통화를 사용한다. 2014년에 파이완족 인구는 96,338명이었다. 이는 전체 타이완 원주민 인구의 17.8%에 달하여, 파이완족은 두 번째로 큰 타이완 원주민 민족이다.
파이완족은 대부분 중앙산악지대의 남부 산줄기 지역에 살고 있다. 북쪽으로는 다무무산과 우뤄강, 남쪽으로는 헝춘 반도에 이르는 지역이다. 그 밖에 타이완 동남부의 구릉 지대와 해안 평원지대에도 거주한다.
파이완족의 독특한 제의로는 마사루(Masaru)와 말러버크(Maleveq)가 있다. 마사루는 쌀 수확을 기념하는 제의이고, 말러버크는 조상과 신을 경배하는 제의이다.

## 역사

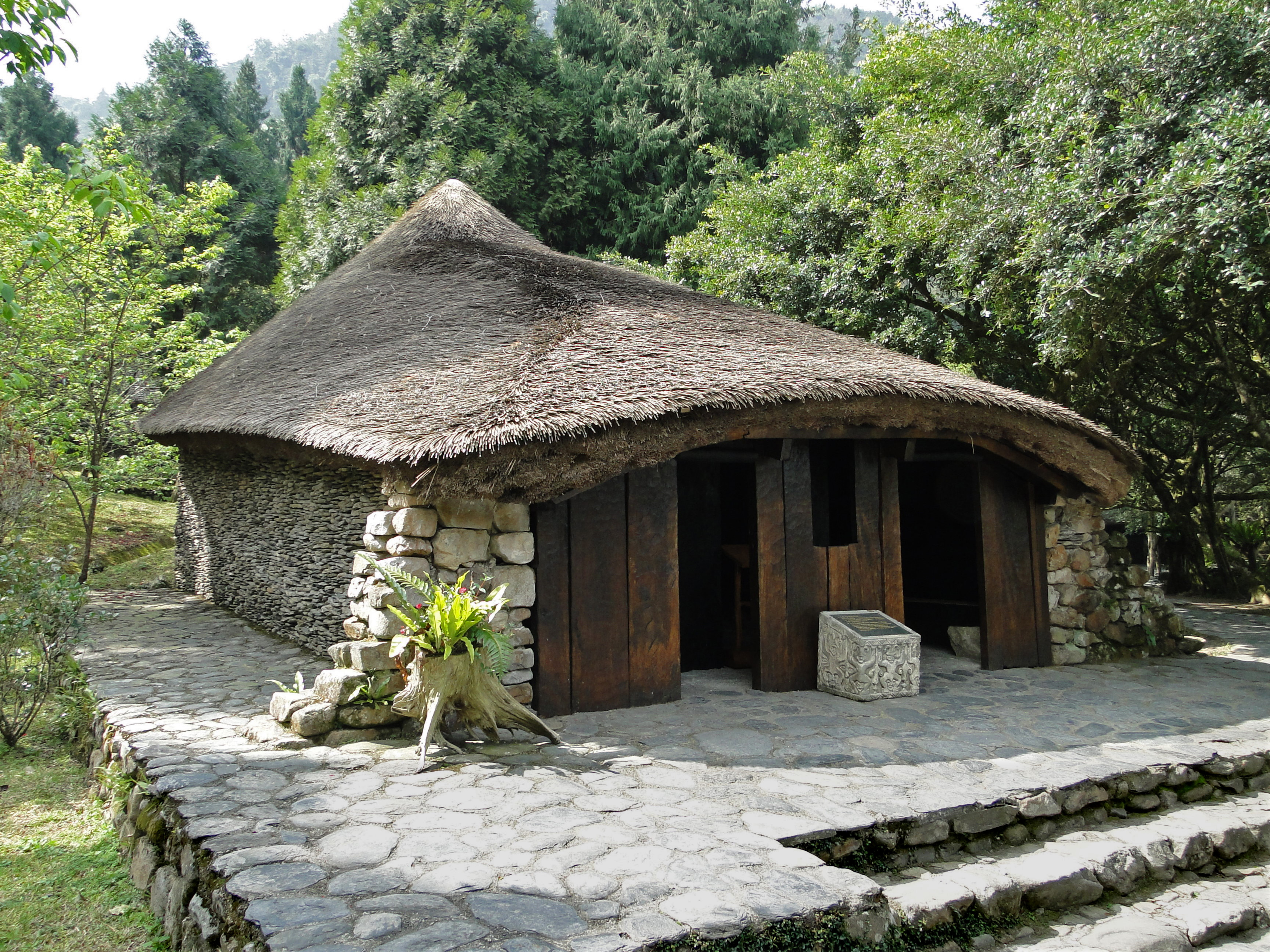
구족문화촌의 파이완족 전통 가옥

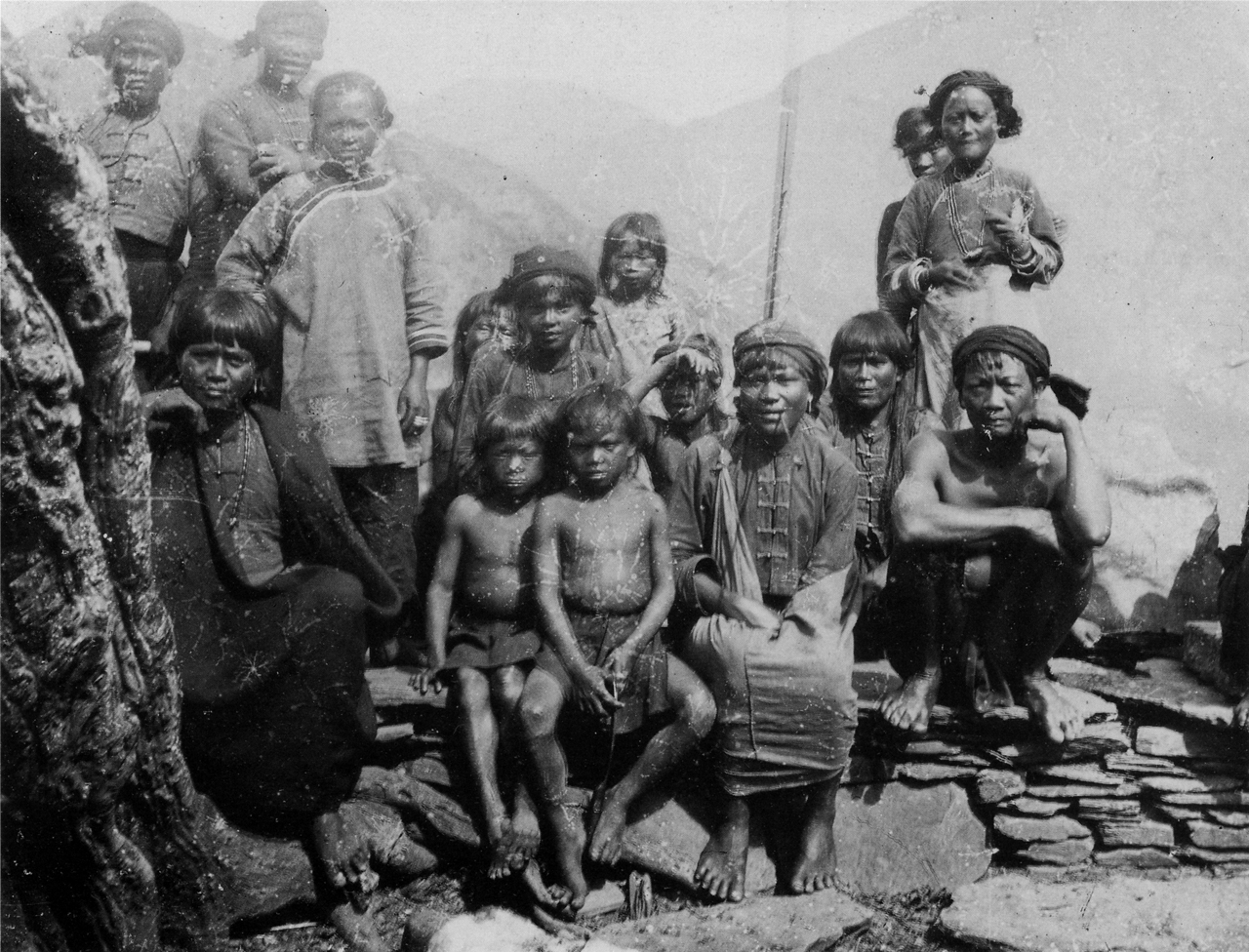
대만일치시기에 도리이 류조가 촬영한 파이완족 사람들

‘파이완’이라는 이름은 신화에서 비롯했을 가능성이 있다. 이 신화에 따르면 파이완족의 조상들은 다우산 위의 ‘파이완’이라는 곳에서 살았는데, 이곳에 천국이 있었다고 한다. 파이완족은 이곳에서 퍼져나왔으며 고향의 이름을 자기들의 이름으로 삼았다는 것이다. 일부 부족민들에 따르면 ‘파이완’에는 ‘사람’이라는 뜻도 있다.
파이완족 역사에서 가장 중요한 인물 중 하나는 수장 토카토크(Tok-a-Tok) (약 1817-1874),이다. 그는 18개의 파이완 부족을 하나로 규합하였으며, 1867년 타이완 원정에서 미국 해병대를 무찌른 뒤 중국 및 서방 지도자들과 파이완족 영토의 해안을 지나는 배들의 안전을 보장하는 공식 협약을 맺었고, 그 대가로 1867년 3월에 미국 상선 로버(Rover)호의 선원들을 죽인 파이완 부족민들은 면책을 받았다. (로버호 사건 참고.)
과거에 파이완족은 사람 사냥으로 두려움의 대상이 되었다. 파이완 전사들이 사람 사냥을 마치고 돌아오면 “여자들은 뜰 앞으로 모여 영웅들을 환영하고 승리의 노래를 불렀다. 적들의 머리는 돌기둥 위에 걸렸고 그 앞에는 술과 제물이 놓였다. 희생의 제의가 시작되었고, 주술사는 죽은 자들의 영혼을 마땅히 위로했다. 두개골에서 머리 한 다발씩을 뽑아 엄숙히 점 치는 바구니 안에 넣었다.”
1871년에 류큐 왕국의 배가 타이완 남해안에 난파했고 생존자 66명 중 54명은 파이완족에게 목을 잘렸다. (미야코섬 조난 사건) 일본은 청나라에 보상을 요구했지만 청나라는 “타이완의 야만인”(중국어 정체자: 臺灣生番)은 국가의 통치를 벗어난 자들이라며 요구를 거부했다. 이에 따라 일본은 1874년 타이완 침략을 감행했고 이때 토카토크가 전사하였다.
1946년과 1949년 사이 제2차 국공 내전 시기에 많은 파이완족 남자들이 국민당군에 강제 징집되었다. 전쟁이 끝난 뒤 일부 파이완족은 중국 본토에 남아 공동체를 형성했다.
2016년에 중화민국의 총통으로 당선된 차이잉원은 할머니의 피를 물려받아 1/4이 파이완족이다.

## 풍속
다른 고산족과 마찬가지로 조 재배가 의례적으로도 중시되지만, 타로의 밭 재배도 활발하다.
이 두 종족은 목조 공예가 뛰어나서, 현재와 비슷한 문양이 그들에게 전해진 청동기, 주로 검병에서도 발견되는 것은 주목할 만하다. 또한 주변에서 풍부하게 발견되는 통보옥 소위 고대 유리구슬에는 인도네시아 방면 특히 보르네오와 공통성이 인정된다.
파이완족은 족외혼을 금지한다. 5년마다 돌아오는 제의의 날이면 “결혼을 원하는 파이완족 남자라면 모두 가능한 한 많은 나무를 베어 자신이 성관계를 맺고자 하는 여자의 가족에게 땔감으로 바쳐야 했다.”
파이완족과 루카이족은 손에 문신을 하는 풍습이 있다. 귀족 여성들은 성인이 되는 통과의례로서 손에 문신을 받곤 했다. 그러나 일본 식민 통치 시기에 이 풍속은 탄압을 받고 벌금형의 대상이 되어 그 후로는 예전만큼 많이 행해지지 않는다. 전통적으로 샤먼은 문신을 받는 사람의 배경에 따라 다른 도안의 문신을 해 주었다. 지체 낮은 집안의 여성들도 문신을 받을 수는 있었지만, 그 전에 공동체의 허락을 받기 위해 공동체의 모든 사람들을 초대하는 연회를 열어야 했고 거기에 더해 많은 돈을 지불해야 했다. 지체 낮은 여성들과 귀족 여성들의 문신 도안은 서로 달랐다. 문신을 받는 고통스러운 과정은 긍지와 명예를, 그 자신이 어떤 고통을 견딜 수 있는지를 드러내 주었다. 문신을 받는 과정에는 수많은 금기와 기도 등의 세부 사항이 개입되어 오랜 시간이 걸렸다. 예를 들어 임신한 여자가 문신 과정을 지켜보아서는 안 되었으며, 지켜보는 사람 중 누구도 재채기를 해서는 안 되었다. 금기가 하나라도 깨질 경우 의식은 중단되고 다른 적절한 날을 고를 때까지 미뤄졌다.

## 인구
1931년 말에는 전체 8,467호, 41,746명, 1942년 말에는 9,020호, 44,627명이었다. 1931년에 조사한 인구는 루카이족이 6,339명, 푸유마족이 5,289명, 파이완족이 30,118명이었다. 2000년 인구 조사에서는 파이완족이 70,331명으로 대만 원주민의 17.7%에 해당하며, 대만 원주민 중 세 번째로 인구가 많은 민족 집단이었다. 언어는 파이완어나 중국어를 말한다.

## 계급의 구별
고산 여러 종족의 많은 곳에서는 볼 수 없는 귀족 계급과 평민 계급의 구별이 푸유마족에 상당히 명확하게 나타나며, 루카이족과 파이완족은 더욱 그러한 구별이 두드러진다. 이후 두 부족은 뱀이 종종 귀족 계통과 신비한 관계가 있다고 믿어서 그것을 살상하는 것은 일반적으로 금기이다. 귀족 계통 내부에서도 가문의 격이 서로 다르고, 수장 가문은 최고의 위치에 선다. 한 마을에 한 수장이 있거나, 몇 마을에 한 수장이 있거나,  한 마을에 여러 수장을 가지는 경우 등이 있고, 파이완족은 장자 상속, 루카이족은 장남 상속이 이루어진다.

## 종교

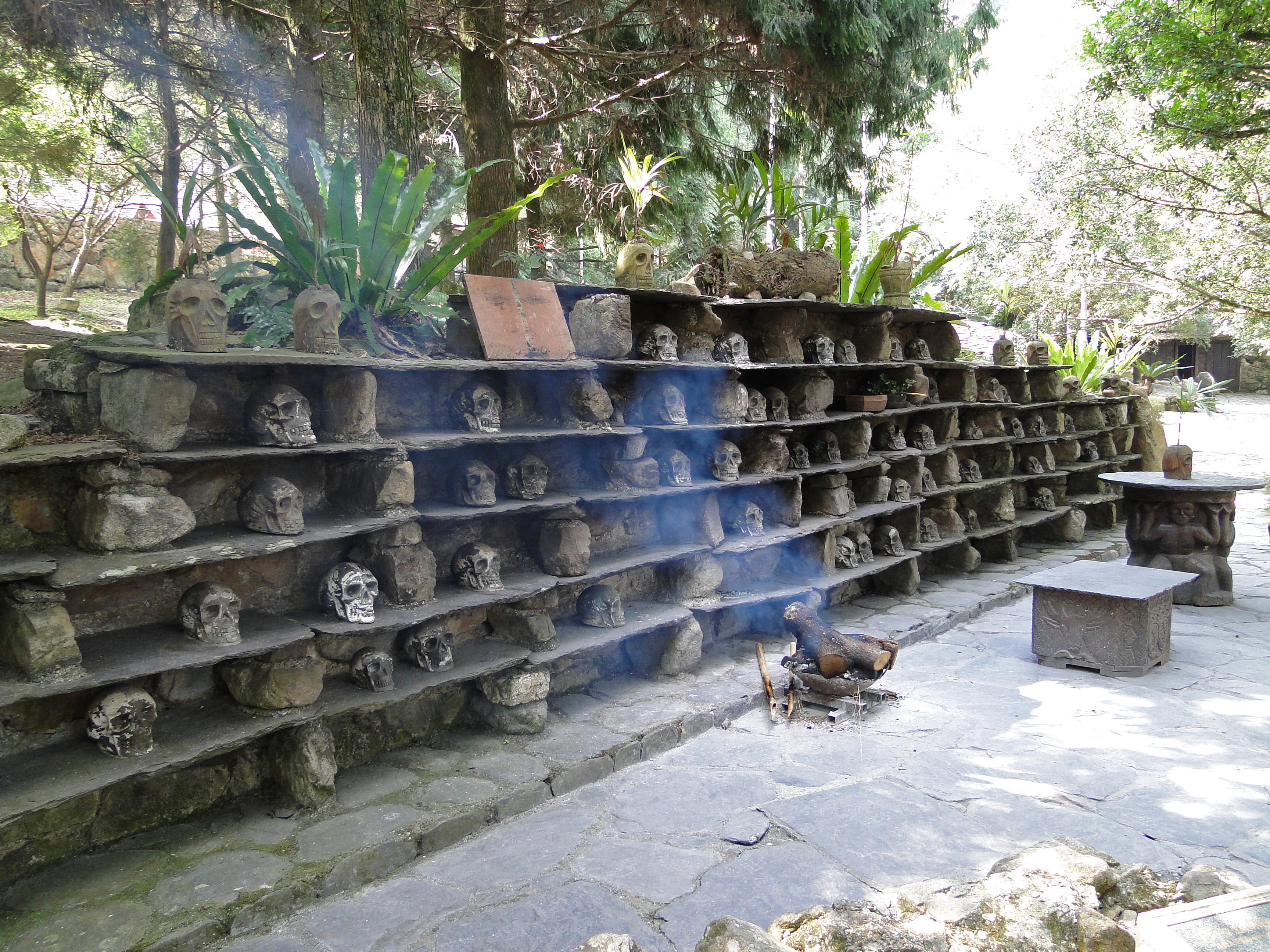
구족문화촌에 전시된 파이완족의 의례용 해골 선반

파이완족은 전통적으로 다신교를 믿었다. 파이완족의 목각 예술품에서는 사람 머리, 뱀, 사슴, 기하학적 형상 등을 찾아볼 수 있다. 파이완족의 바타울(Bataul) 분파는 5년에 한 번 말러버크(Maleveq)라 불리는 큰 희생제의를 열어 조상들의 영혼을 불러 축복을 빈다. 말러버크에는 참여자들이 사람 머리를 상징하는 식물 줄기로 만든 공에 대나무 줄기를 찔러넣는 활동이 있다.

## 샤머니즘
샤머니즘은 파이완족 문화의 중요한 부분이다. 전통적으로 파이완족 샤먼의 지위는 혈통으로 상속된다. 그러나 파이완족 샤먼의 수가 줄어 전통 제의가 사라질 수 있다는 우려가 제기되자, 전통 제의를 다음 세대에 물려주기 위해 샤머니즘 학교가 설립되었다.

## 기독교
파이완족은 타이완이 네덜란드의 지배를 받았던 17세기에 기독교를 처음 접했다. 네덜란드 지배 10년 만에 5,000명이 넘는 부족민이 기독교로 개종했지만, 1661년에 정성공이 타이완을 점령했을 때 모두 학살당했다. 선교사들은 죽거나 추방당했고 교회는 모두 파괴되었다.
1940년대 후반과 1950년대에는 수천 명의 파이완족이 기독교를 믿기 시작했다. 어떤 경우에는 마을 전체가 기독교로 개종하기도 했다. 오늘날 타이완 장로교회는 96곳의 교회에서 14,900명의 파이완족 신도들이 모인다고 주장한다. 신약성서가 파이완어로 번역되어 있다. 가톨릭의 활동도 활발하다. 그러나 젊은 층이 교회에 나가는 비율은 떨어지는 추세이다.

## 같이 보기
- 타이완 출병
- 미야코 섬 조난 사건